# Forza bruta (film 1947)
Forza bruta (Brute Force) è un film del 1947 diretto da Jules Dassin.

## Trama
Prigione di Westgate. I prigionieri, stipati in ambienti minuscoli, osservano dalle finestre Joe Collins che viene riportato in cella dopo il periodo trascorso in isolamento. Joe è infuriato, e vuole in tutti i modi fuggire dal carcere. Il direttore della prigione, assediato su tutti i fronti, è sotto a pressione delle autorità per ripristinare la disciplina. Il responsabile della sicurezza, il capitano Munsey, è un sadico che manipola i prigionieri per avere informazioni e per metterli uno contro l'altro, in modo da creare problemi che verranno sanzionati dalle sue punizioni.
Il medico della prigione, spesso alticcio, nel corso di una riunione avverte i suoi superiori che la prigione è sul punto di esplodere e lo farà se non verrà cambiato qualcosa nella gestione. Denuncia anche il comportamento di Munsey e si lamenta del fatto che l'opinione pubblica e i funzionari del governo non comprendono come il carcere debba servire come riabilitazione per i detenuti.
Nel frattempo l'avvocato di Joe gli fa visita e gli riferisce che sua moglie Ruth non vuole sottoporsi a un'operazione necessaria per rimuovere un tumore a meno che Joe non sia vicino a lei. Joe poi si vendica di Wilson, un altro prigioniero che, istigato da Munsey, ha colpito Joe con un coltello, facendo sì che quest'ultimo venisse confinato in isolamento. Joe organizza l'attacco a Wilson nell'officina della prigione, ma si procura un alibi, andando a parlare col medico della prigione proprio mentre ha luogo l'assalto.
Joe cerca di coinvolgere nella fuga un altro detenuto, Gallagher, ma questi ha un buon lavoro al giornale della prigione e Munsey ha promesso di farlo uscire presto in  libertà condizionale. Munsey istiga poi al suicidio un detenuto della stessa cella, dando modo alle autorità di revocare tutti i privilegi destinati ai carcerati e di cancellare tutte le audizioni per la concessione della libertà condizionale. Gallagher si sente per questo tradito e decide di collaborare con Joe. I due pianificano un assalto alla torre di guardia, dove potranno accedere alle leve che aprono il cancello e che abbassano il ponte levatoio posto al suo esterno.
Mentre il piano di fuga prende forma, ciascuno dei prigionieri racconta agli altri la propria storia. In tutti i casi l'amore per una donna porta inevitabilmente ad avere guai con la legge. Munsey viene a conoscenza dei dettagli del piano di fuga da un informatore, uno degli uomini della cella R17.
L'attacco deve avviarsi alle 12:15, e allo stesso tempo il direttore del carcere annuncia le proprie dimissioni. Nel cortile del carcere prende piede una rivolta, mentre Joe e i suoi attaccano la torre dall'esterno, e Gallagher dall'interno.
La fuga non ha successo, e rimangono uccisi tutti gli uomini della cella R17, il gruppo di Gallagher e Munsey.

## Critiche
Il regista Dassin definì la pellicola stupida in quanto finiva per far assumere ai galeotti una specie di onorabilità.
Per via dell'eccessiva violenza contenuta in un film dell'epoca, il critico cinematografico Eddie Muller ha scritto: